# جون بي. مكاي
جون بي. مكاي (بالإنجليزية: John B. McKay)‏ هو مهندس وطيار وضابط أمريكي، ولد في 8 ديسمبر 1922 في بورتسموث في الولايات المتحدة، وتوفي في 27 أبريل 1975 في مقاطعة لوس أنجلوس في الولايات المتحدة.